# Diptychophora
Diptychophora is een geslacht van vlinders van de familie grasmotten (Crambidae).

## Soorten
- D. desmoteria Meyrick, 1931
- D. diasticta Gaskin, 1986
- D. harlequinalis Barnes & McDunnough, 1914
- D. huixtla Landry, 1990
- D. incisalis Dyar, 1925
- D. kuhlweinii Zeller, 1866
- D. minimalis Hampson, 1919
- D. mitis Meyrick, 1931
- D. muscella Fryer, 1912
- D. powelli Landry, 1990
- D. subazanalis Bleszynski, 1967